# Massimiliano Zandali
Massimiliano Zandali (Milano, 11 aprile 1917 – 11 luglio 1974) è stato un calciatore italiano, di ruolo centrocampista.

## Carriera
Cresce nel G.S. Mario Asso di Milano e nel 1935-36 passa alla Pro Patria. Centrocampista avanzato, spesso utilizzato come ala, debutta in Serie C con la Pro Patria, disputando un solo campionato in quanto viene acquistato dal Milan, con cui esordisce in Serie A a nemmeno vent'anni. Con i rossoneri non riesce a trovare spazio, venendo ceduto a fine stagione al Verona in Serie B. Ritornato al Milan, viene ceduto definitivamente e passa al Liguria, mentre l'anno successivo torna nel campionato cadetto con la Lucchese Libertas, con cui milita per due stagioni. Passa quindi al Savona (Serie B) e poi all'Atalanta in Serie A, con cui disputa l'ultimo campionato prima dell'interruzione dovuta alla seconda guerra mondiale. Nel 1944-1945 vince il Torneo Lombardo nelle file del Como; al termine del conflitto l'Atalanta, proprietaria del cartellino, lo pone in lista di trasferimento e si trasferisce al Legnano, con cui chiude la carriera.

## Palmarès

### Club

#### Competizioni regionali
- Torneo Benefico Lombardo 1944-1945: 1

Como: 1944-1945